# Kidnapped by Danger
"Kidnapped by Danger" é o décimo quarto episódio da sexta temporada da série de televisão de comédia de situação norte-americana 30 Rock, e o 117.° da série em geral. Teve o seu argumento escrito por Tina Fey, criadora e produtora executiva, e foi realizado por Claire Cowperthwaite, ex-supervisora de guião. A sua transmissão original ocorreu nos Estados Unidos na noite de 22 de Março de 2012 nos Estados Unidos através da rede de televisão National Broadcasting Company (NBC). Dentre os artistas convidados, estão inclusos Mary Steenburgen, William Baldwin, Seth Kirschner, Subhas Ramsaywack, e Michael Chan. A actriz Cynthia Nixon, a apresentadora de televisão Chiquinquirá Delgado, e os comediantes Jimmy Fallon e "Weird Al" Yankovic também participaram a interpretar versões fictícias de si próprios.
No episódio, a versão em enredo da história de amor entre Jack Donaghy (interpretado por Alec Baldwin) e Avery Jessup escrita por Elizabeth "Diablo" Lemon (Fey) deixa Jack confuso e frustrado devido aos seus sentimentos amorosos por Diana Jessup (Steenburgen), mãe de Avery. Entretanto, as estrelas do TGS, Jenna Maroney (Jane Krakowski) e Tracy Jordan (Tracy Morgan), tentam vencer Yankovic no seu próprio jogo. Não obstante, o estagiário Kenneth Parcell (Jack McBrayer) arranja um novo emprego inesperado na NBC.
Em geral, "Kidnapped by Danger" foi recebido com opiniões mistas pela crítica especialista em televisão do horário nobre. As participações de William Baldwin, Yankovic e Nixon foram aclamadas pelos críticos de televisão de diversos periódicos. Contudo, embora o enredo tenha sido elogiado pelas piadas, foi também criticado pela incosistência com o ritmo da temporada. Além disso, uma das citações do episódio ganhou repercussão na imprensa mediática e em plataformas sociais em Outubro de 2017 com o surgimento de acusações de abuso sexual contra Weinstein, um empresário norte-americano. Não obstante, o episódio foi considerado um dos melhores de 30 Rock pelo blogue Film School Rejects.
De acordo com os dados publicados pelo sistema de registo de audiências Nielsen Ratings, foi assistido por 3,42 milhoes de telespectadores norte-americanos ao longo da sua transmissão original, e foi-lhe atribuída a classificação de 1,5 e cinco de share no perfil demográfico de telespectadores entre os dezoito aos 49 anos de idade.

## Produção

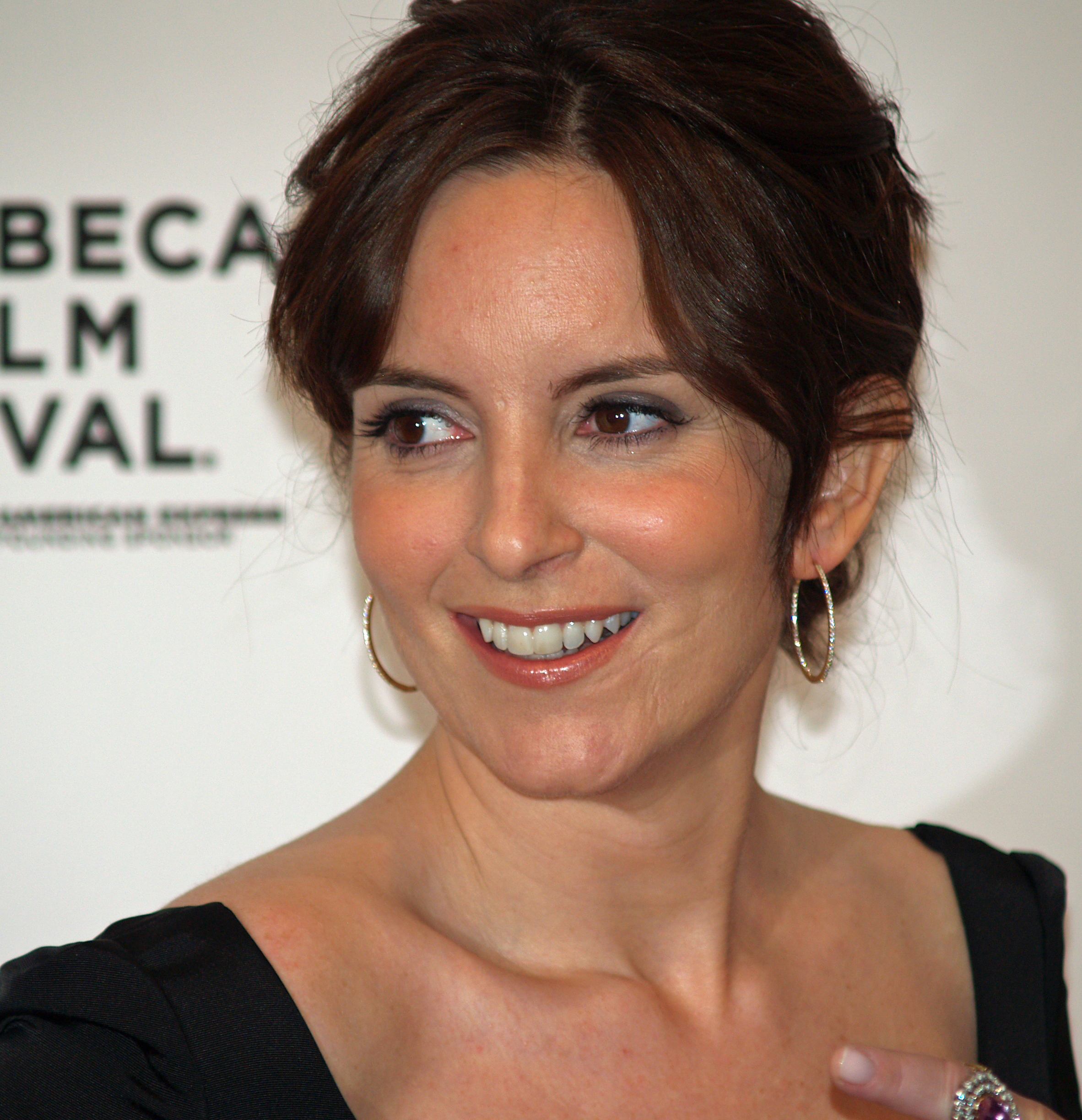
O guião de "Kidnapped by Danger" foi escrito por Tina Fey, criadora de 30 Rock.

"Kidnapped by Danger" é o décimo quarto episódio da sexta temporada de 30 Rock. Teve o seu guião escrito por Tina Fey — criadora, argumentista-chefe, produtora executiva e actriz principal do seriado — e foi realizado por Claire Cowperthwaite, supervisora de guião da série. Assim, marcou a vigésimo sexta vez que Fey escrevia o enredo de um episódio, com "Dance Like Nobody's Watching" sendo o seu último trabalho, e a única vez que Cowperthwaite ficava sob a responsabilidade da realização.
Em Novembro de 2011, foi confirmada a participação da actriz Mary Steenburgen na sexta temporada de 30 Rock. A sua estreia foi em "Hey, Baby, What's Wrong", no qual deu vida a Diana Jessup, sogra de Jack e mãe de Avery Jessup. Neste episódio, fez a sua segunda aparição em 30 Rock. A actriz Cynthia Nixon também fez uma participação em "Kidnapped by Danger", assim como o comediante e apresentador de televisão Jimmy Fallon, marcando assim a segunda participação deste último em 30 Rock, após "Stone Mountain" na terceira temporada; Fallon voltaria a participar desta temporada no episódio "Live from Studio 6H". Não obstante, embora tenha sido a sua única participação na série, Nixon era integrante do elenco principal do seriado Sex and the City, que já foi mencionado e parodiado no passado em 30 Rock, inclusive em "The Ballad of Kenneth Parcell" mais cedo na sexta temporada. Além disso, Nixon e Alec Baldwin já haviam contracenado anteriormente no filme Lymelife (2008), co-realizado pelos irmãos Derick e Steven Martini.
A apresentadora de televisão venezuelana Chiquinquirá Delgado interpretou uma versão fictícia de si mesma em "Kidnapped by Danger". Delgado, que no passado já fora criticada por apresentar notícias "sem sentido", representou uma apresentadora de telejornal que dá a notícia, em espanhol, de que "Jenna Maroney, a ex-noiva de Pablo Escobar e apresentadora nua do Nickelodeon México, desempenhará o papel da sequestrada Avery Jessup em um filme norte-americano patrocinado por Pride: mantenha um esgoto particular em suas calças." Este episódio marcou também a nona participação de Subhas Ramsaywack, intérprete do contínuo homónimo. Na vida real, Ramsaywack era um contínuo que trabalhava nos estúdios Silvercup, local onde 30 Rock é filmado regularmente. Ele fez a sua estreia na quarta temporada. Em uma cena do episódio, decorrida no cenário cinematográfico do escritório de Jack, este toma um gole do que acredita ser uísque escocês e logo fica enjoado. Liz, de seguida, esclarece que aquilo é na verdade chá gelado. Na realidade, Alec Baldwin bebe na verdade chá gelado sempre que a sua personagem toma uísque. Além disso, William Baldwin, o actor escalado para interpretar Jack Donaghy no filme Kidnapped by Danger: The Avery Jessup Story, é irmão de Alec Baldwin na vida real.

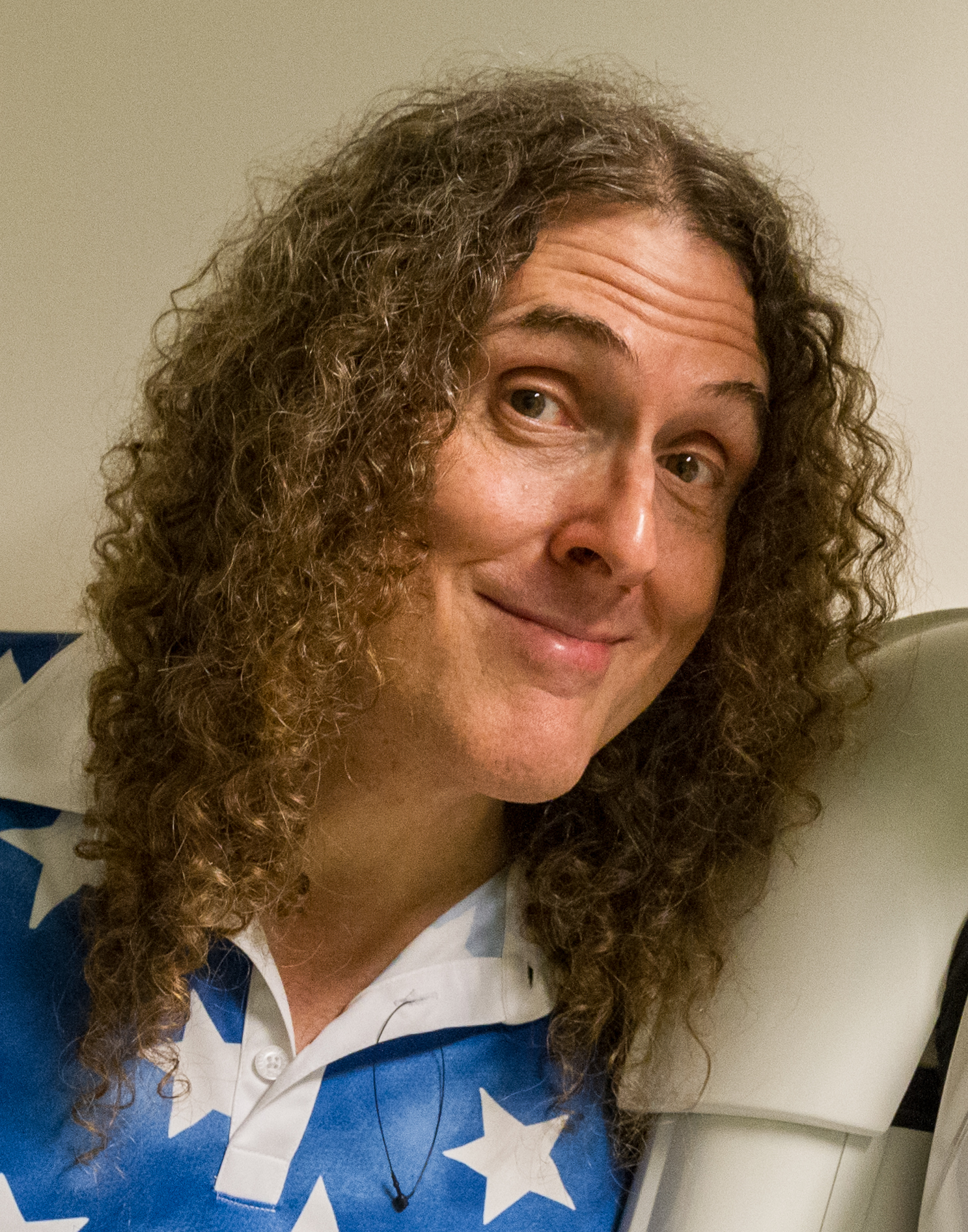
"Weird Al" Yankovic revelou através do Twitter que faria uma participação em 30 Rock.

A 22 de Fevereiro de 2012, o comediante "Weird Al" Yankovic revelou, através de uma foto publicada no Twitter na qual está com Fey e Scott Adsit, que também iria fazer uma participação na sexta temporada de 30 Rock. "Acabo de ter um dia insanamente divertido em CNI a participar de um dos meus programas de televisão favoritos de sempre, 30 Rock! O episódio irá ao ar dentro de um mês ou assim — avisar-vos-ei!" A sua participação foi também discutida em uma entrevista entre Jane Krakowski e Fallon no programa de televisão deste último, Late Night with Jimmy Fallon, no qual foi revelada a trama que envolvia o comediante. Apesar desta ter sido a sua primeira aparição no seriado, o seu nome já havia sido mencionado no episódio final da terceira temporada, no qual Jack decide organizar um concerto beneficente "como 'We Are the World' — ou a paródia beneficente menos bem sucedida de Weird Al' Yankovic, 'We Are the Pizza'." Embora segundo a lei vigente nos Estados Unidos, o comediante não necessita necessariamente da autorização do artista para fazer uma paródia, Yankovic sempre pede permissão. Porém, este aspecto foi ignorado em "Kidnapped by Danger" para acomodar a trama de Jenna.
O actor e comediante Judah Friedlander, intérprete da personagem Frank Rossitano em 30 Rock, é conhecido pelos seus bonés de camioneiro de marca registada que usa dentro e fora da personagem Frank. Os chapéus normalmente apresentam palavras ou frases curtas estampadas neles. Friedlander afirmou que ele próprio é quem faz os acessórios. Revelou também que "alguns deles são brincadeiras íntimas, e alguns são simplesmente piadas." A ideia veio do persona de Friedlander nas suas apresentações de comédia stand-up, nas quais os objectos de adorno estão todos estampados com a escrita "campeão mundial" em línguas e aparências diferentes. Em "Kidnapped by Danger", Frank usa um boné que lê "Reparador de VHS".
"Kidnapped by Danger" foi um dos episódios de 30 Rock que fez menção à imortalidade da personagem Kenneth Parcell, uma piada que teve início na primeira temporada com o episódio "The Baby Show", no qual há um panfleto na secretária do Dr. Leo Spaceman que lê "Nunca Morre" com uma foto do estagiário no pano de fundo. Isto vem sendo demonstrado ao longo da série pela idade questionável de Kennth, detalhes inconclusíveis sobre a sua vida pessoal, possível calvície, e conhecimento enciclopédico sobre a história da televisão norte-americana que, segundo Madeline Raynor do portal Vulture, "faz você ponderar se ele não vivenciou em pessoa." Uma cena do episódio final de 30 Rock eventualmente confirmou a imortalidade da personagem. Em "Kidnapped by Danger", Kenneth revela que o tema do baile de finalistas do seu pai foi "Encantamente Sob as Leis de Jim Crow".

## Enredo
Liz Lemon (interpretada por Tina Fey) e Jack Donaghy (Alec Baldwin) estão a trabalhar em um filme televisivo que iria narrar a captura de Avery Jessup, esposa do último, pelo governo da Coreia do Norte. Jenna Maroney, intérprete da protagonista, compôs e gravou uma canção intitulada "Kidnapped" para a banda sonora do filme. Momentos após esta ter sido divulgada ao público, ela é informada pelo argumentista Frank Rossitano (Judah Friedlander) sobre uma paródia feito por "Weird Al" Yankovic, intitulada "Knapsack". Embora Jenna fique furiosa por causa disto, como agora a sua interpretação ao vivo de "Kidnapped" no programa de televisão Late Night with Jimmy Fallon foi arruinada, Liz tenta dizer-lhe que ela devia ficar orgulhosa. Com a ajuda de Tracy Jordan (Tracy Morgan), Jenna idealiza planos para se vingar de Yankovic e, juntos, decidem conceber uma canção impossível de ser parodiada. Quando finalmente se apresenta no programa de Fallon, Jenna canta uma nova canção com letras sobre comida e flatulência. Mas Yankovic ganha a melhor dela quando, no dia seguinte, lança um vídeo dele mesmo em vestimentas similares às de Bruce Springsteen a cantar uma versão patriótica daquela canção, com letras sobre o exército dos Estados Unidos.

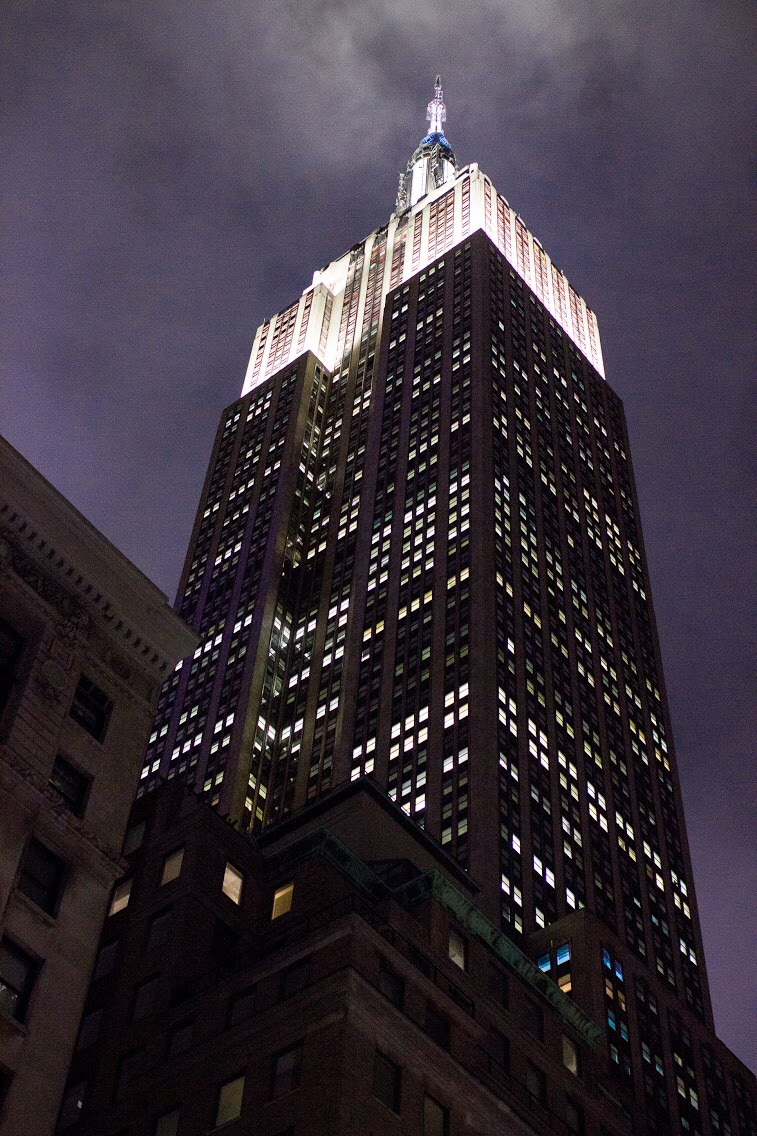
O Empire State Building foi usado como locação em "Kidnapped by Danger".

O elenco de Kidnapped by Danger: The Avery Jessup Story reúne-se nos estúdios do TGS with Tracy Jordan para que possam fazer a primeira leitura do guião escrito por Liz sob o pseudónimo Elizabeth "Diablo" Lemon. Jack se apercebe que a argumentista não se fez esforços para esconder o início sórdido do seu relacionamento com Avery, tendo inclusive incluído Nancy Donovan, namorada de Jack no tempo do ensino secundário interpretada por Cynthia Nixon no filme. Jack, por sua vez, está a ser representado pelo actor Lance Drake Mandrell (William Baldwin), que imediatamente usa o método de interpretação para capturar todos os maneirismos e a essência de Jack. Diana Jessup, sogra de Jack por quem se sente atraída sexualmente, inicialmente não aprova o enredo "crasso" do filme, todavia, acaba por aceitá-lo sob a condição de que possa acompanhar o desenvolvimento e para que possa garantir que a NBC não manche a reputação da sua família. Sob a impressão de que Jack e Diana possam ultimamente sucumbir à tentação, Liz "The Blocker", que passou a sua vida inteira a desenvolver os seus talentos de vela, decide intervir e apresenta Lance à Diana, que aproxima-se dele e combinam um encontro que culmina em uma relação sexual. Jack, apesar de zangado com Liz por tentar arruinar os seus sonhos, fica impressionado e agradece a sua amiga. No entanto, fingindo acreditar que a sua relação com Avery era perfeita e que ele não tem sentimentos amorosos pela sua sogra, despede Liz do trabalho de argumentista e decide escrever o guião por conta própria.
Entretanto, tendo desistido do seu emprego, o ex-estagiário Kenneth Parcell (Jack McBrayer) regressa ao edifício GE como um contínuo. Primeiro, ele aparenta estar feliz, mas após encontrar uma sanduíche deitada no lixo por si mesmo na semana anterior, ele recorda-se do quão bem a sua carreira estava a ir apenas uns dias antes. Quando questionado por Jack sobre como Kenneth mantém-se implacavelmente sorridente, Kenneth responde que mente para si mesmo todos os dias, fazendo com que Jack se aperceba que também tem mentido para si mesmo. Então, liga para Liz para informá-la que o filme foi cancelado, porém, esta surge com a ideia alternativa de continuarem a mentir mas, desta vez, para todo o mundo.
O episódio termina com um trecho do filme, no qual um norte-coreano malvado usa um raio de congelamento para impedir que Jack resgate a sua esposa, que foi capturada pelos capangas do norte-coreano no terraço do Empire State Building. Ao longo da sequência dos créditos finais, Yankovic canta as suas próprias letras por cima do tema de abertura de 30 Rock e faz troça da série:
That’s right, the program is over, 

So now you can talk 

Trash about it and vent your rage! 

On your Twitter and Facebook page! 

Won’t you join us again next week at 30 Rock? 

...erfeller Plaza, NYC 

Where the ratings are awesome* 

Remarkably somehow, we’re still on the air 

We’ll just keep doing this whether you like it or not 

We really do love our fans, yes, both of you

## Transmissão e repercussão

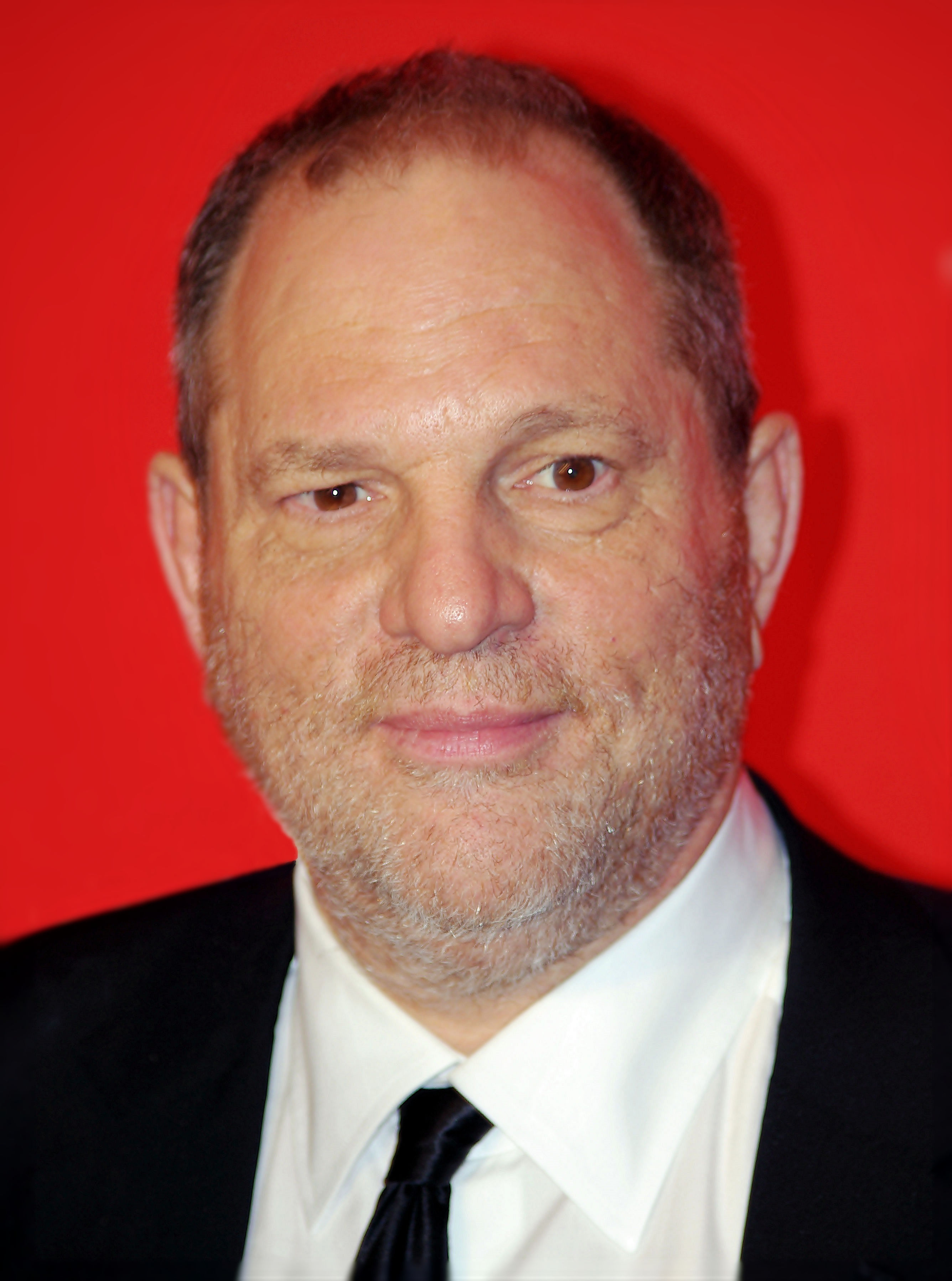
Uma das citações no episódio ganhou repercussão em 2017 com o surgimento de acusações de abuso sexual contra Harvey Weinstein.

### Análises da crítica

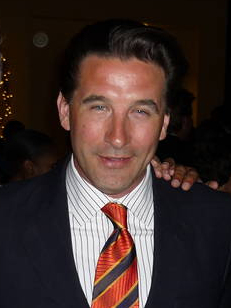
A participação de William Baldwin no episódio foi recebida com aclamação pela crítica especialista em televisão.